# Скрынников, Яков Васильевич
Яков Васильевич Скрынников (1920 год, село Георгиевка, Киргизская АССР, РСФСР — дата и место смерти неизвестны) — колхозник, звеньевой колхоза «Победа», Герой Социалистического Труда (1949). Младший брат Героя Социалистического Труда Тихона Скрынникова.

## Биография
Родился в 1920 году в крестьянской семье в селе Георгиевка, Туркестанский край (сегодня — Толебийский район Южно-Казахстанской области, Казахстан). В 1936 году вступил в колхоз «Победа» Георгиевского района Чимкентской области. Трудился рядовым колхозником. С 1941 года участвовал в Великой Отечественной войне. После демобилизации возвратился в родной колхоз. Был назначен звеньевым полеводческого звена. В последующее время работал бригадиром овощеводческой бригады. С 1967 трудился шофёром.
В 1948 году полеводческое звено Якова Скрынникова собрало с участка площадью 30 гектаров по 28,6 центнеров зерновых. За этот доблестный труд был удостоен в 1949 году звания Героя Социалистического Труда.

## Награды
- Герой Социалистического Труда — указом Президиума Верховного Совета СССР от 20 мая 1949 года;
- Орден Ленина (1949);
- Медаль «За победу над Германией в Великой Отечественной войне 1941—1945 гг.»;
- [Юбилейная медаль «Двадцать лет Победы в Великой Отечественной войне 1941—1945 гг.»].